# Martin-de-Viviès
Pour les articles homonymes, voir Martin et Viviès (homonymie).
Martin-de-Viviès est une station de recherche permanente du district des îles Saint-Paul et Amsterdam, appartenant à la collectivité des Terres australes et antarctiques françaises (TAAF). Cette base a été établie en 1950 sur la côte nord de l'île Amsterdam. 

## Histoire
La station permanente est installée en 1950. Une vingtaine de scientifiques l'occupe en permanence. D'abord nommée Camp-Heurtin, puis la Roche-Godon en 1961, elle prend le nom de Paul de Martin de Viviès après le décès de celui-ci, en 1972.
La base est entièrement évacuée le 16 janvier 2025 en raison d'un feu de végétation qui s'est déclaré la veille à la pointe Bénédicte à 2,5 kilomètres à l'ouest et qui se déplace rapidement vers la base. Les 31 personnes embarquent sur L'Austral qui s'est dérouté pour l'occasion, en attendant l'arrivée du Marion Dufresne le 17 janvier qui prend le relais de l'évacuation. Trois mois plus tard, une équipe réduite de quatorze personnes réinvesti les lieux, après remise en état de fonctionnement des installations vitales de la base : production d'électricité, alimentation en eau potable, réseau de défense incendie, télécommunications, chambres froides, cuisines et hôpital.

## Climat
Martin-de-Viviès a un climat de type Cfb (océanique) avec comme record de chaleur 26,4 °C le 30 janvier 2005 et comme record de froid 2 °C le 3 juillet 1975. La température moyenne annuelle est de 14,1 °C.
| Mois                              | jan. | fév. | mars | avril | mai   | juin  | jui.  | août | sep. | oct. | nov. | déc. | année   |
| --------------------------------- | ---- | ---- | ---- | ----- | ----- | ----- | ----- | ---- | ---- | ---- | ---- | ---- | ------- |
| Température minimale moyenne (°C) | 14,5 | 14,9 | 14,4 | 13,3  | 11,8  | 10,5  | 9,7   | 9,5  | 9,8  | 10,2 | 11,4 | 13,2 | 11,9    |
| Température moyenne (°C)          | 17,1 | 17,5 | 16,8 | 15,5  | 13,7  | 12,4  | 11,7  | 11,5 | 11,9 | 12,5 | 13,8 | 15,7 | 14,1    |
| Température maximale moyenne (°C) | 19,7 | 20,1 | 19,2 | 17,6  | 15,7  | 14,3  | 13,5  | 13,5 | 14   | 14,7 | 16,1 | 18,2 | 16,3    |
| Record de froid (°C)              | 9,4  | 8,8  | 7,8  | 6,4   | 3,8   | 3,7   | 2     | 2,8  | 4    | 4,4  | 4,9  | 7,8  | 2       |
| Record de chaleur (°C)            | 26,4 | 26   | 25   | 24    | 21    | 19    | 19    | 20   | 19   | 19   | 21,3 | 26   | 26,4    |
| Précipitations (mm)               | 76,5 | 66,4 | 98,7 | 102,3 | 123,9 | 118,6 | 101,1 | 87,1 | 87,8 | 88,7 | 82,2 | 78,2 | 1 110,2 |

## Activités scientifiques
La base est le site de mesures du champ magnétique terrestre depuis 1981.
Le CO2 atmosphérique y est mesuré sans interruption depuis 1980, composant ainsi la plus longue série de mesures de concentration de CO2 de l'hémisphère sud.

## Galerie

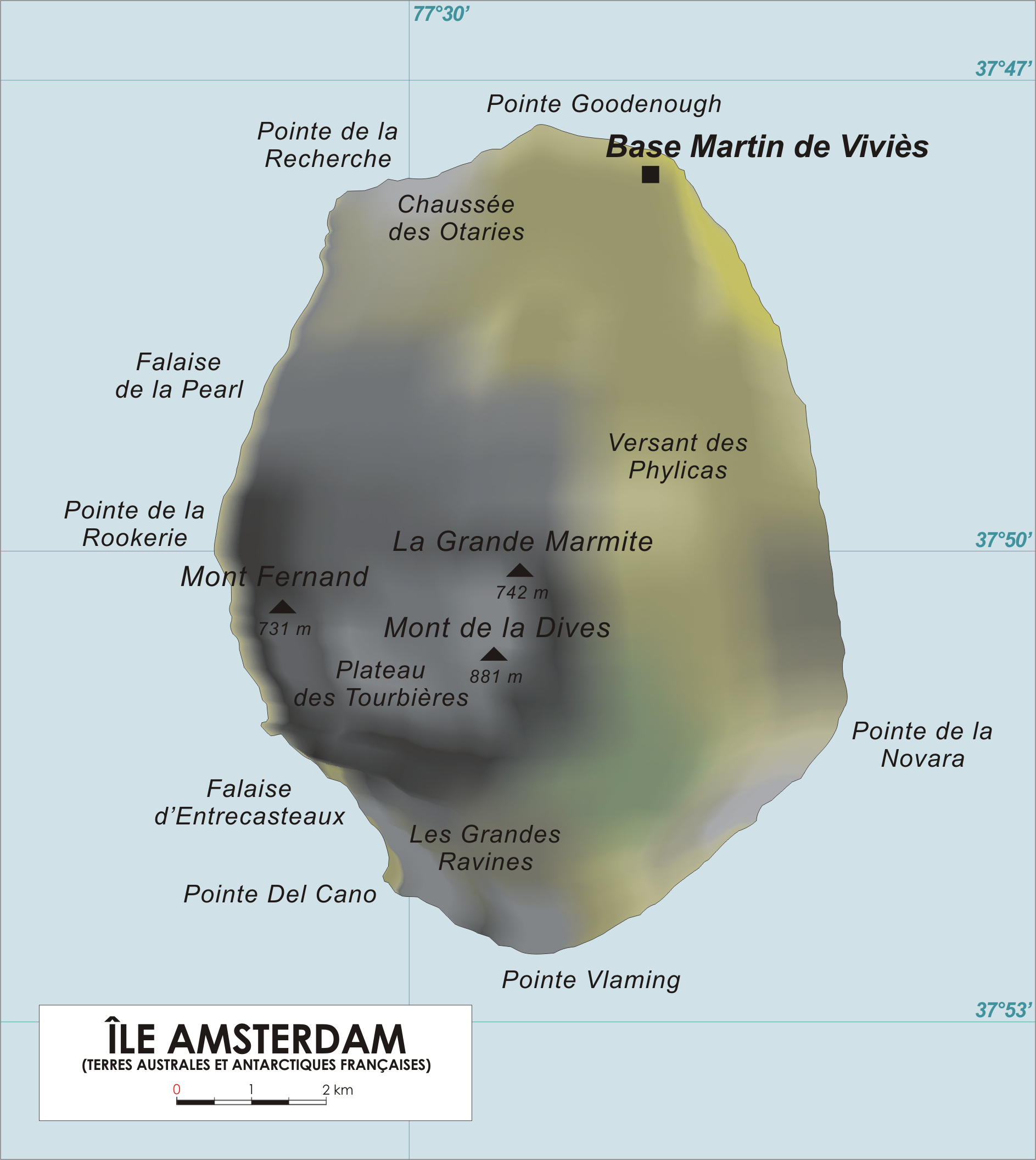
Carte de l'île Amsterdam avec la localisation de la base au nord.
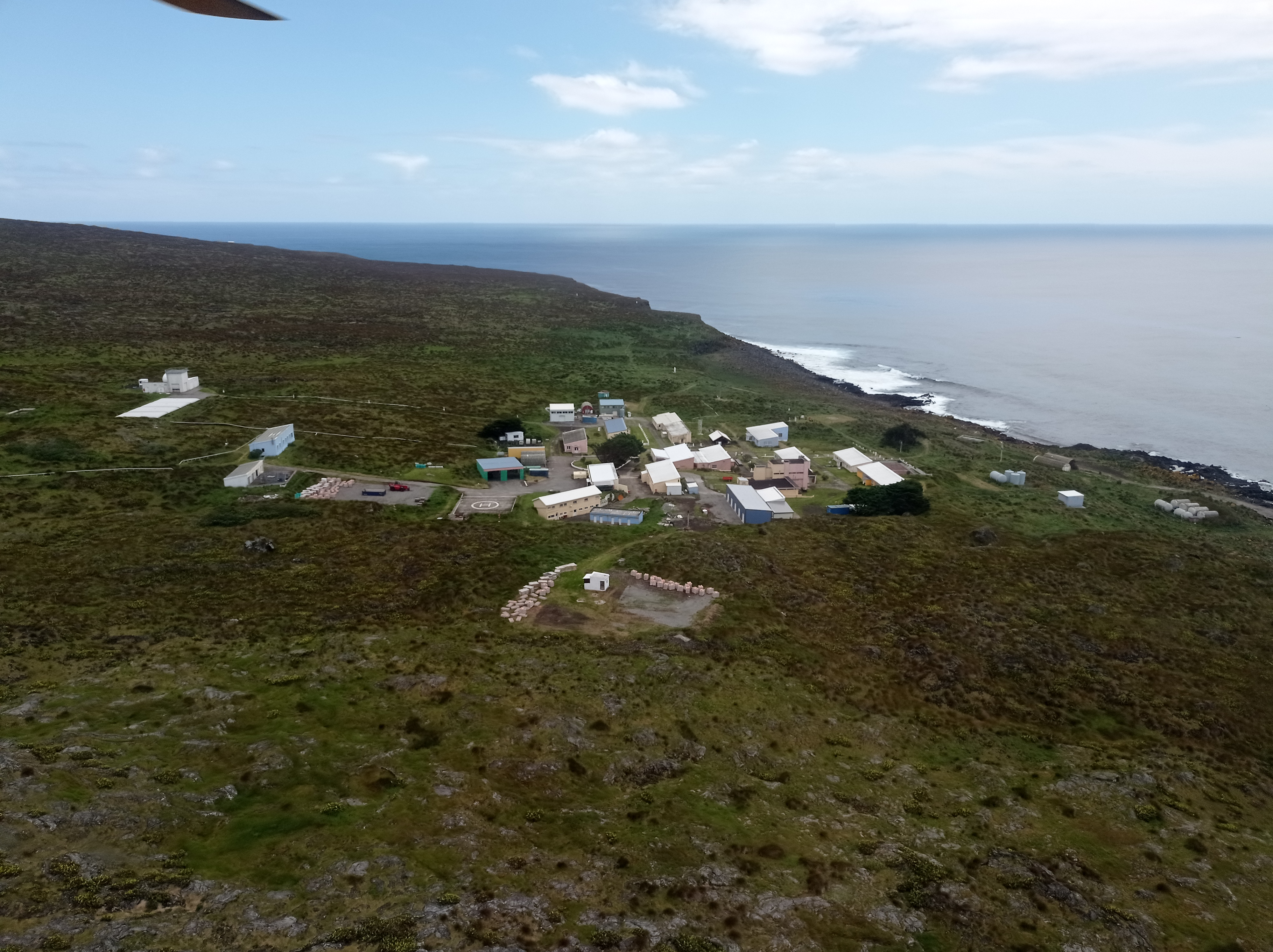
La base en 2021.
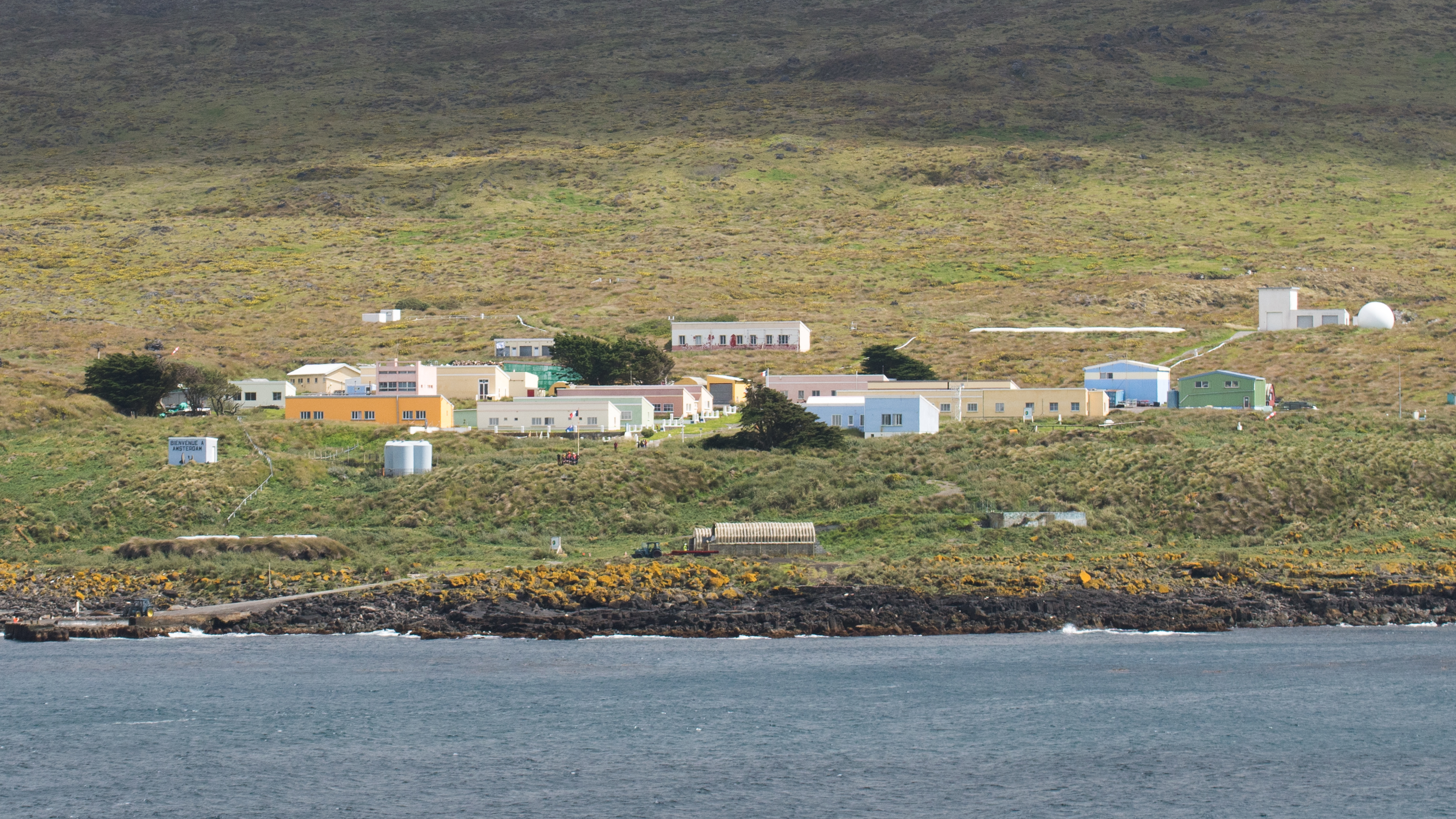
La base en 2020.
La base en 2016.